# Sonja Johnson
Sonja Johnson est une cavalière australienne de concours complet née le 14 décembre 1967. Lors des Jeux équestres mondiaux de 2006, elle est médaillée de bronze par équipe dans la discipline. En 2008, aux Jeux olympiques de Pékin, elle remporte la médaille d'argent par équipe en concours complet.